# Evidensia Djursjukvård
Evidensia Djursjukvård är en veterinärvårdskedja som består av närmare 160 djursjukhus och djurkliniker i Sverige, Norge, Danmark, Finland, Tyskland, Nederländerna och Schweiz. Företaget omsätter 2,3 miljarder kronor, sysselsätter cirka 2 200 personer och tar årligen emot omkring 1,3 miljoner patientbesök.

## Historia
Evidensia Djursjukvård grundades i februari 2012 då fyra djursjukhus (Helsingborg Djursjukhus, Specialistdjursjukhuset Strömsholm, Malmö Djursjukhus och Södra djursjukhuset i Stockholm) gick samman. Under 2016 tillträdde Byggvarukedjan K-Rautas tidigare VD Johan Wiklund som VD för Evidensia. Evidensia gick 2017 samma med det brittiska bolaget IVC och bildade IVC Evidensia.

## Verkställande direktörer
- 2014: Anders Thunberg[1]
- 2016: Martin Tivéus[4]
- 2016–2023: Johan Wiklund[2]

## Djursjukhus

### Hästkliniker
- Evidensia Hästkliniken Gävle
- Evidensia Hästkliniken Mantorp
- Evidensia Hästkliniken Ugglarps Gård
- Evidensia Hästkliniken Flyinge
- Evidensia Hästkliniken Luleå
- Evidensia Hästkliniken Boden

### Hästsjukhus
- Evidensia Hästsjukhuset Stav
- Evidensia Specialisthästsjukhuset Strömsholm
- Evidensia Specialisthästsjukhuset Helsingborg

## Ägare
Företaget ägs av dessa grupper:
- EQT.
- Nestlé.
- Stiftelsen Strömsholm Djursjukvård och Stiftelsen Svensk Djursjukvård.
- Evidensias ledning och ett hundratal medarbetare.